# Antelientomon
Famille
Genre
Antelientomon est un genre de protoures, le seul de la famille des Antelientomidae.

## Liste des espèces
Selon Szeptycki, 2007
- Antelientomon guilinicum Zhang & Yin, 1981
- Antelientomon prodromi Yin, 1974
- Antelientomon xizangnicum Yin, 1990

## Référence
- Yin, 1974 : Studies on Chinese Protura III. A new genus of Protentomidae and its phylogenetic significance. Acta entomologica sinica, vol. 17, p. 49-54.
- Yin, 1983 : Grouping the known genera of Protura under eight families with keys for determination. Contributions from Shanghai Institute of Entomology, vol. 3, p. 151-163.